# Purperknoopjeskorst
De purperknoopjeskorst (Bacidia laurocerasi) is een korstmos uit de familie Ramalinaceae. Hij komt voor op bomen. Hij leeft in symbiose een chlorococcoïde alg.

## Determinatie

### Uiterlijke kenmerken
Het thallus is bleek grijs of groen-grijs van kleur, meestal dun, glad, vaak gebarsten of met enkele wratten. De anamorf bestaat uit conidiomata (pycnidiën), die ingebed zijn en ongeveer 100 μm in diameter met een hyaliene omhulsel. De conidia zijn gebogen en meten 13–17 × ca. 1 μm. De teleomorf bestaat uit apotheciën die variëren van (0,2–) 0,4–1 (–1,2) mm in diameter, meestal talrijk, plat en gemarginate tot convex en ongemarginate, van rozebruin (in de schaduw) tot zwart. De exciple is paars-bruin, met K+ dat paars versterkt aan de buitenrand. Intern is het bleek rood-bruin, maar vaak donkerder en soms met een paarse tint in het bovenste deel. Het epithecium is bleek grijsbruin (K-) tot donker paarsbruin, waarbij K+ het paars versterkt en N+ het rood maakt. 

### Microscopische kenmerken
Het hymenium is 65-90 μm hoog en hyaliene. De asci zijn 8-sporig, clavaat tot cilindrisch-clavaat van vorm, met een apicale ring die bij kleuring met K/I+ donkerblauw wordt. De buitenste laag kleurt donkerblauw. De ascosporen meten 34–70(–86) × 2,5–4 μm en zijn aciculair van vorm. Bij volwassenheid hebben ze 7–16 septa, zijn hyaliene, glad en hebben geen epispore of aanhangsels.

## Verspreiding
In Nederland komt de purperknoopjeskorst zeldzaam voor. Hij staat op de rode lijst in de categorie 'ernstig bedreigd'.